# Populus × canescens
Populus × canescens, el álamo cano, chopo cano o álamo gris de Picardía,  también conocido como álamo cribero o chopo bastardo, es un árbol de fronda de la familia de las salicáceas.

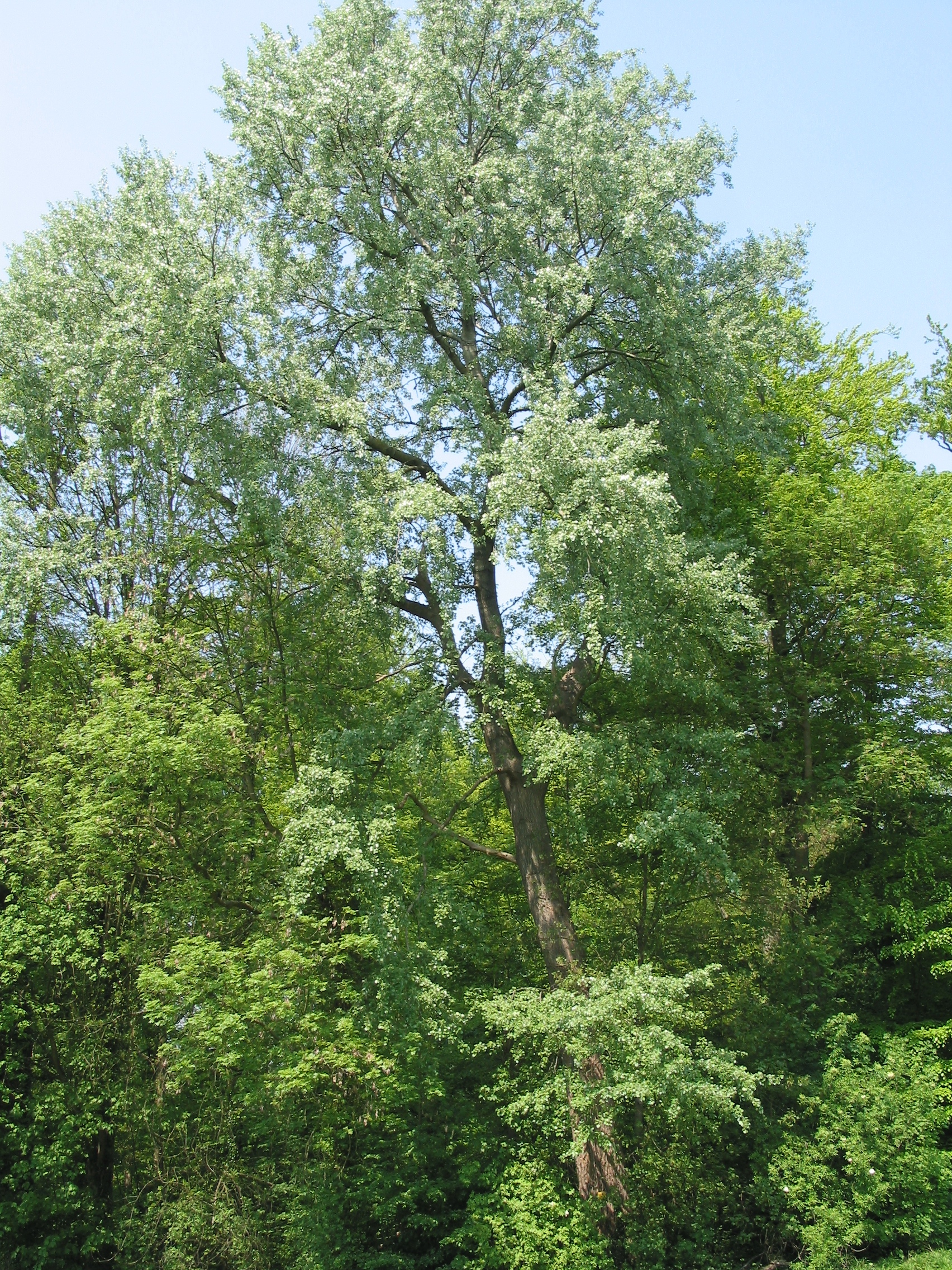
Vista del árbol

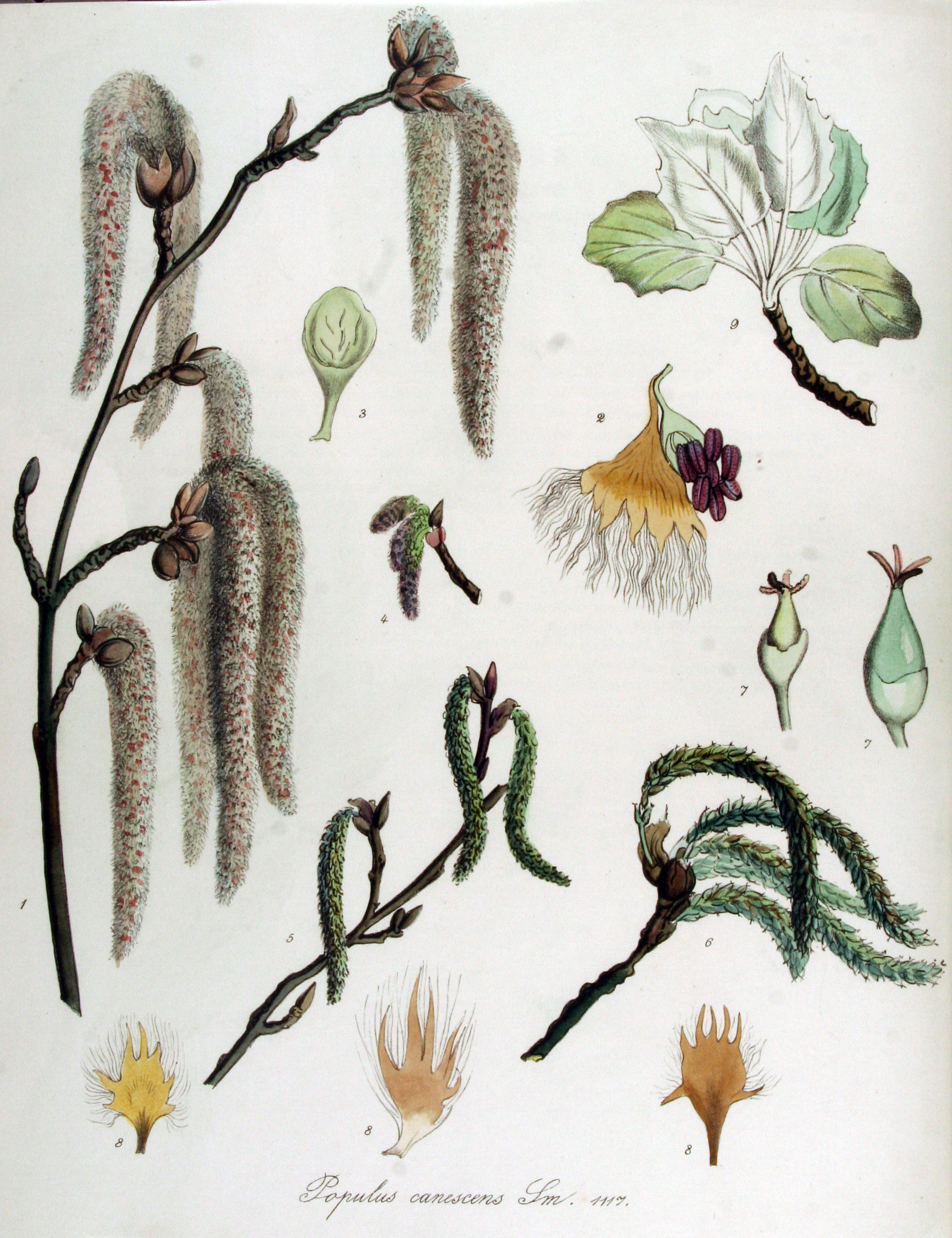
Ilustración de Flora Batava

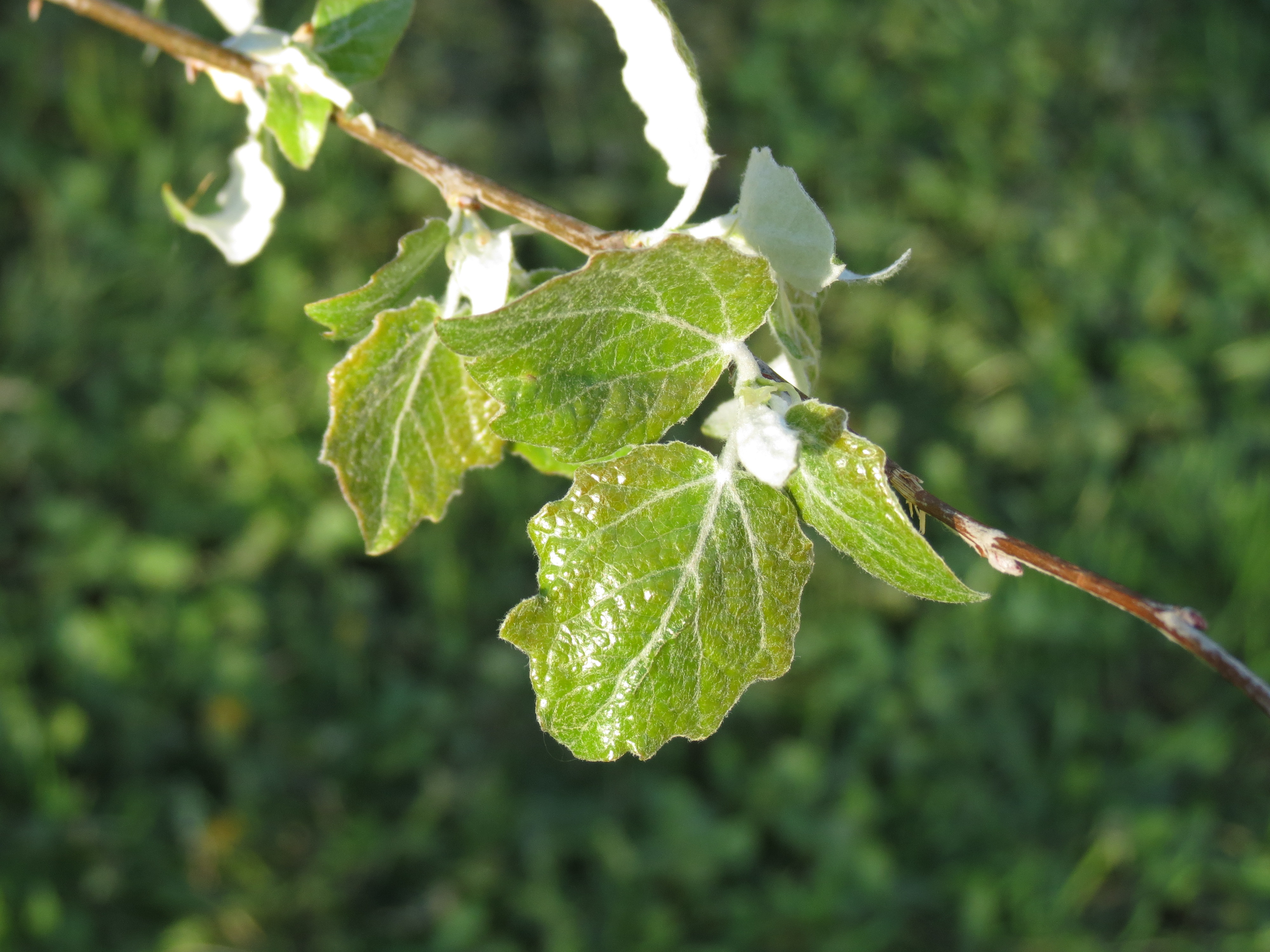
Hojas

## Descripción
El álamo cano  es un árbol que puede alcanzar 30 metros de altura que se considera resultado de la hibridación de Populus alba con Populus tremula. Es una especie muy rara en España. Tiene las hojas de los brotes cortos redondeadas u ovadas, casi lampiñas por ambas caras, como la de algunas razas de P. alba, pero con el pecíolo comprimido lateralmente de forma clara (esta es la principal diferencia). Las hojas de los brotes largos son deltado-ovadas, acorazonadas, grisáceas y pelosas por el envés. Florece en primavera.

## Hábitat
Se cría en barrancos frescos, bordes de arroyos y ríos, en zonas de montaña, generalmente a mayor altitud que el Populus alba.

## Distribución
En España aparece disperso sobre todo por las montañas del este y sur de la Península, aunque su área de distribución no se conoce bien. Su área general se extiende por gran parte de Europa y Asia occidental. En Castilla y León el álamo de Tierra de Campos o álamo cribero (Populus canescens fr. albicans) forma preciosas alamedas o pobedas en numerosos arroyos de las llanuras de las provincias de Valladolid, Palencia, León y Zamora. Suelen ocupar pequeñas extensiones, a menudo entre 2 y 6 ha.
Se encuentra también en buena parte de los ríos y barrancos de la Ibérica turolense, especialmente en la cuenca del Pancrudo, en donde forma pequeñas masas de varios ejemplares o bosquetes, siempre en zonas cercanas a cursos de agua (fuentes, acequias de riego e incluso en los márgenes del propio cauce del río Pancrudo). Es acompañante del paisaje vegetal ribereño de este territorio, junto a los famosos chopos trasmochos o "chopos cabeceros".

## Taxonomía
Populus × canescens fue descrita por (Aiton) Sm. y publicado en Flora Britannica 3: 1080. 1804.
Etimología
Populus: nombre genérico que deriva del latín, 'popular' por ser abundante y en gran cantidad.
canescens: epíteto latino que significa "canoso, con pelo gris".
Sinonimia
- Populus alba var. bachofenii (Wierzb. ex Rchb.) Wesm.
- Populus alba var. canescens Aiton
- Populus × bachofenii Wierzb. ex Rchb.
- Populus bachofenii Wierzb. ex Rochel
- Populus × hybrida Rchb.
- Populus × juliana-pendula Dippel[5]